# داکینگ (مدل‌سازی)
در زمینه مدل سازی مولکولی ، داکینگ روشی است که برای پیدا کردن جهت گیری یک مولکول نسبت به یک مولکول دیگر در هنگام اتصال به یکدیگر برای تشکیل یک مجموعه پایدار پیش بینی می کند.